# Hannes Fohlin
Knut Hannes Fohlin (født 3. september 1989, Stockholm) er en svensk skuespiller, blandt andet kendt for sin medvirken i filmen Beck – På tynd is samt i tv-serierne The Head, Søstre og Familien Löwander.
Han voksede op i Stockholm med sine forældre. Hans far, Håkan Fohlin, var skuespiller og én af ophavsmændene bag Orionteatern på Södermalm. Hannes Fohlin fik sine første erfaringer med skuespil på faderens teater. Fra 2014 til 2017 uddannede han sig på Teaterhögskolan i Göteborg og vendte derefter tilbage til Orionteatern i et samarbejde med Dramaten. Han har spillet på Kulturhuset Stadsteatern Skärholmen, og i 2019 havde han en rolle på Malmö stadsteater i den britiske forfatter Anne Birchs teaterstykke Selvmordets anatomi.

## Filmografi (udvalg)
- 2023 - Hostage (tv-serie) – Niklas
- 2022 - Handen på hjärtat (tv-serie) – John
- 2022 - Året jag slutade prestera och började onanera – Adam
- 2022 - Likea (tv-serie) – Markus
- 2021 - The Unlikely Murderer (tv-serie) – Victor Gunnarsson
- 2021 - To søstre (tv-serie) – Philip
- 2021 - Max Anger - With One Eye Open (tv-serie) – den unge Carl Borgenstierna
- 2021 - Den tynde blå linje (tv-serie) - Ruben
- 2020 - The Male Gaze: The Boy Is Mine – Philip (bygger på “Debut”)
- 2020 - The Head – Gustav Dolberg
- 2020 - Ladda ur (kortfilm) – August
- 2019 - No Heroes (kortfilm) – Daniel Lidh
- 2018 - Søstre – Janne
- 2018 - Beck (tv-serie) – Simon Lindström
- 2017-2020 - Familien Löwander (tv-serie) – Erik Rehnskiöld
- 2016 - Debut (kortfilm) – Philip
- 2015 - Karawane – Johnny
- 2015 - Bloggbrudar (kortfilm) – drengekæreste
- 2014 - Så gott han kan (kortfilm) – Josefins kæreste
- 2013 - Långa Snubben Dog (kortfilm) – Conny
- 2013 - Monica Z – gæst på jazzklub
- 2013 - Morderen lyver – student
- 2002 - Meningen med livet (tv-serie) – Nico